# Del Shannon

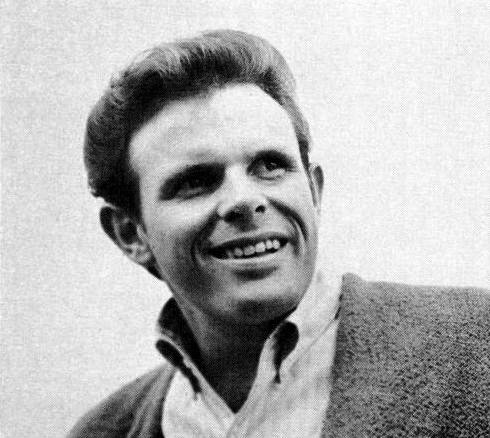
Del Shannon, 1965

Del Shannon (* 30. Dezember 1934 in Grand Rapids, Michigan; † 8. Februar 1990 in Santa Clarita, Kalifornien; bürgerlich Charles Weedon Westover) war ein US-amerikanischer Sänger, Komponist und Texter, der in den 1960er Jahren sowohl in den USA wie auch in Großbritannien erfolgreich war. Sein größter Hit war Runaway im Jahr 1961.

## Leben

Shannons Runaway

Westover wuchs als Sohn eines Lastwagenfahrers in der landwirtschaftlich geprägten Kleinstadt Coopersville im US-Staat Michigan auf. Bereits als Schüler war Gitarrespielen seine große Leidenschaft. 1956 wurde er zur Armee eingezogen und in Stuttgart stationiert. Während seiner Armeezeit hatte er Gelegenheit, sein Gitarrespiel zu perfektionieren, er gewann einen Talentwettbewerb und bekam beim Frankfurter Armeesender AFN eine eigene Radioshow Ged Up And Go. Nachdem er 1958 aus der Armee entlassen worden war, kehrte er nach Michigan zurück, heiratete seine Jugendliebe Shirley und ließ sich in Battle Creek, einer 50.000 Einwohner zählenden Stadt im Süden von Michigan, nieder. Er arbeitete als Teppichhändler und gründete eine Countryrock-Band, mit der er in Clubs auftrat. Während dieser Zeit nahm er den Künstlernamen Del Shannon an, wobei Del von seinem Lieblingsauto Cadillac Coupe DeVille abgeleitet war und Shannon der Name des von Westover verehrten Ringers Mark Shannon war. Der schwarze Discjockey und Plattenproduzent Ollie McLaughlin vermittelte ihm einen Plattenvertrag bei der New Yorker Plattenfirma Bigtop. Shannon nahm zwei Titel auf, die jedoch nicht veröffentlicht wurden.
Daraufhin textete Shannon einen eigenen Titel, für den sein Band-Keyboarder Max Crook die Musik lieferte. Der Song Runaway (deutsch: „Ausreißer“) wurde am 24. Januar 1961 in den Bell-Studios New York aufgenommen und von Bigtop im Februar veröffentlicht. Shannons auffällige Falsettstimme und der melancholische Text trafen den Publikumsgeschmack, binnen drei Wochen war Runaway bei Billboard unter den Top 100 und erreichte am 24. April 1961 Platz eins. Zeitweise wurden täglich bis 80.000 Platten verkauft. Die britische Plattenfirma London brachte den Titel ebenfalls heraus, der auch in Großbritannien zu einem Nr.-1-Hit wurde. Shannon blieb auch mit seinen folgenden Aufnahmen erfolgreich, viele Titel komponierte und textete er selbst, seine Themen blieben tragisch. Obwohl er mehrfach die Plattenfirmen wechselte, war er in den USA bis 1966 regelmäßig unter den Top 100 zu finden. Mit den Titeln Hats Off to Larry (1961 – 5.) und Keep Searchin (1964 – 9.) kam er bei Billboard wieder unter die Top 10, in Großbritannien waren außerdem noch Hey! Little Girl (1961 – 2.), The Swiss Maid (1962 – 2.), Little Town Flirt (1962 – 4.) und Two Kinds of Teardrops (1963 – 5.) unter den Top 10. 1963 gründete Shannon mit BerLee eine eigene Plattenfirma, mit der er allerdings nur zwei von ihm besungene Singles herausbrachte, von denen sich auch nur Sue’s Gotta Be Mine platzieren konnte (USA: 71., GB: 21. beim London-Label). Seine letzte Chartnotierung erreichte das 1966 von Liberty veröffentlichte The Big Hurt, das bei Billboard auf Platz 33 landete.
Im Gegensatz zu vielen anderen Kollegen scheute sich Shannon nicht, sich der Konkurrenz der Beatgruppen zu stellen. Er trat vielmehr gemeinsam mit den Beatles in England auf und veröffentlichte mit Erfolg eine Coverversion des Beatles-Titels From Me To You in den Staaten. Das britische Gesangsduo Peter & Gordon sorgte mit der Shannon-Komposition I Go To Pieces in Großbritannien für einen weiteren Erfolg. Experimente mit dem Punk-Rock-Sound führten dann jedoch zum vorläufigen Ende seiner Musikkarriere. Der 1966 erfolgte Wechsel zu Liberty brachte außer The Big Hurt keine Erfolge mehr. Ende der sechziger Jahre produzierte Shannon für den Countrysänger Johnny Carver und arbeitete für eine Weile mit den Monkees zusammen. Ein guter Griff als Produzent gelang ihm mit der Entdeckung von Brian Hyland. Die erste Hälfte der 1970er Jahre brachte mehr oder weniger Erfolg mit der Veröffentlichung von Alben, Tourneen und der Zusammenarbeit mit anderen Musikern. Zunehmend wirkte sich die Alkoholsucht negativ auf seine Karriere aus.
Erst das Zusammentreffen mit dem Produzenten Tom Petty, der Ende der 1970er Jahre den alten Rockstars mit modernen Arrangements wieder auf die Beine half, besserte Shannons Lage. Mit Pettys Hilfe veröffentlichte er 1981 das Album Drop Down And Get Me, das hervorragende Kritiken erhielt und dessen Auskopplung Sea Of Love bis in die Top 30 aufstieg. Shannon war wieder gefragt und nutzte seine neue Popularität zwei Jahre lang mit erfolgreichen Tourneen durch die Staaten, Großbritannien, Deutschland und Australien. Anerkennung bei dem jugendlichen Publikum schuf er sich auch als Komponist der Soundtracks für die Filme Grease und Street Hero.
1984 ging Shannon nach Nashville, unterzeichnete einen Vertrag bei Warner Brothers und versuchte ein neues Comeback als Countrysänger. Am erfolgreichsten war er auch hier mit seinen eigenen Kompositionen. Seine eigene Platte In My Arms Again schaffte den Sprung in die US Country Charts, der von Juice Newton gesungene Titel Cheap Love erreichte 1986 sogar Platz 10. Im selben Jahr erfuhr Shannons alter Erfolgssong Runaway eine Auferstehung als Titelsong der Krimiserie Crime Story. Als Roy Orbison 1988 starb, wurde Shannon als sein Nachfolger bei den Traveling Wilburys gehandelt, wo er unter anderen neben George Harrison und Bob Dylan mitgewirkt hätte. Dazu kam es jedoch nicht mehr, denn Del Shannon, mehr und mehr von Depressionen geplagt, erschoss sich am 8. Februar 1990. Seine Frau führte den Suizid auf das Antidepressivum Prozac zurück, das er nur zwei Wochen zuvor verschrieben bekommen hatte, und strengte eine Klage gegen den Hersteller an.
1998 wurde Shannon in die Rock and Roll Hall of Fame aufgenommen.

## Diskografie
Alben

| Jahr | Titel                      | Höchstplatzierung, Gesamtwochen, AuszeichnungChartplatzierungen (Jahr, Titel, Platzierungen, Wochen, Auszeichnungen, Anmerkungen) | Höchstplatzierung, Gesamtwochen, AuszeichnungChartplatzierungen (Jahr, Titel, Platzierungen, Wochen, Auszeichnungen, Anmerkungen) | Höchstplatzierung, Gesamtwochen, AuszeichnungChartplatzierungen (Jahr, Titel, Platzierungen, Wochen, Auszeichnungen, Anmerkungen) | Anmerkungen |
| Jahr | Titel                      | DE | UK | US | Anmerkungen |
| ---- | -------------------------- | --- | --- | --- | ----------- |
| 1963 | Hats Off To Del Shannon    | — | UK9 (17 Wo.)UK | — |             |
| 1963 | Little Town Flirt          | — | UK15 (5 Wo.)UK | US12 (26 Wo.)US |             |
| 1982 | Drop Down And Get Me       | — | — | US123 (14 Wo.)US |             |
| 2010 | Runaway - The Very Best Of | — | UK25 (4 Wo.)UK | — |             |